# محمود ایوبی
محمود الایوبی (به عربی: محمود الأيوبي) (زاده ۱۹۳۲ – درگذشته ۱۱ اکتبر ۲۰۱۳) او سیاست‌مدار سوری با اصلیتی کرد بود. وی در زمان حافظ اسد منصب نخست‌وزیری سوریه را از ۲۱ دسامبر ۱۹۷۲ تا ۷ اوت ۱۹۷۶ به‌عهده داشت.